# Agalinis harperi
Agalinis harperi är en snyltrotsväxtart som beskrevs av Francis Whittier Pennell och John Kunkel Small. Agalinis harperi ingår i släktet Agalinis och familjen snyltrotsväxter. Inga underarter finns listade i Catalogue of Life.